# Chalepus subhumeralis
Chalepus subhumeralis es un coleóptero de la familia Chrysomelidae.
Fue descrita científicamente en 1885 por Baly.